# Opomyza germinationis
Opomyza germinationis är en tvåvingeart som först beskrevs av Carl von Linné 1758.  Opomyza germinationis ingår i släktet Opomyza och familjen gräsflugor. Arten är reproducerande i Sverige. Inga underarter finns listade i Catalogue of Life.

## Bildgalleri

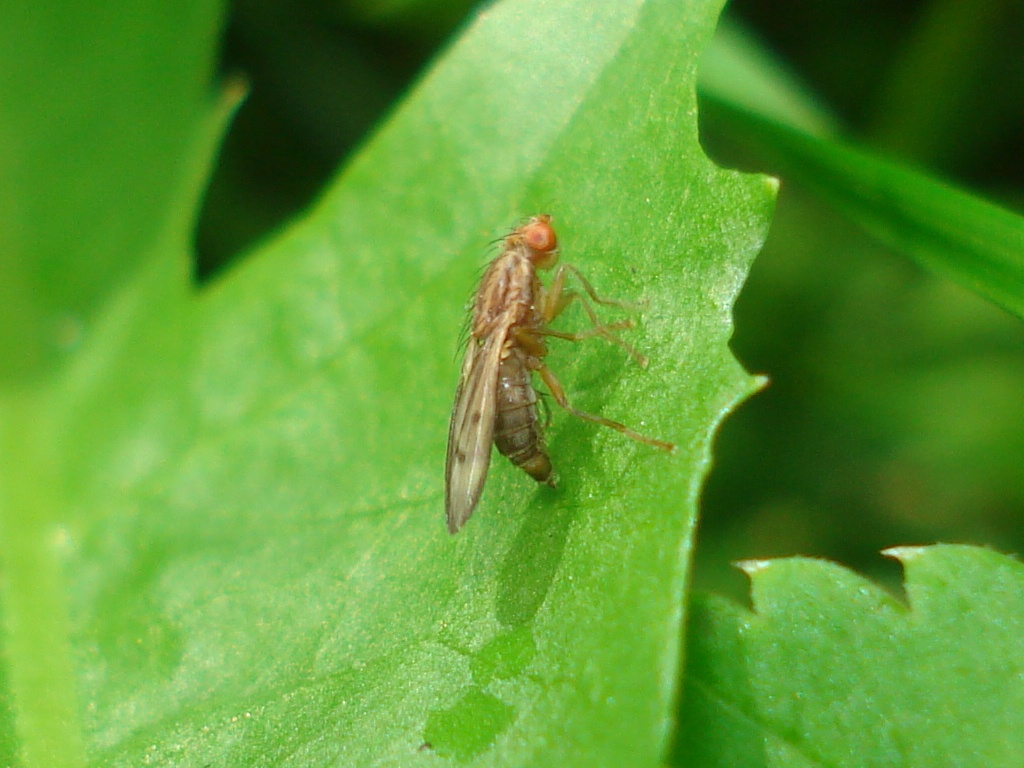